# Micropsectra attenuata
Micropsectra attenuata är en tvåvingeart som beskrevs av Reiss 1969. Micropsectra attenuata ingår i släktet Micropsectra och familjen fjädermyggor. Arten har ej påträffats i Sverige. Inga underarter finns listade i Catalogue of Life.